# Ајета
Ајета (итал. Aieta) је насеље у Италији у округу Козенца, региону Калабрија.
Према процени из 2011. у насељу је живело 711 становника. Насеље се налази на надморској висини од 490 м.

## Становништво
Према резултатима пописа становништва 2011. у општини је живело 839 становника.
| 1931. | 1936. | 1951. | 1961. | 1971. | 1981. | 1991. | 2001. | 2011. |
| ----- | ----- | ----- | ----- | ----- | ----- | ----- | ----- | ----- |
| 1.824 | 1.753 | 1.604 | 1.595 | 1.341 | 1.220 | 1.028 | 892   | 839   |